# Eucereon punctata
Eucereon punctata là một loài bướm đêm thuộc phân họ Arctiinae, họ Erebidae.